# Hassan Mila Sesay
Hassan « Mila » Sesay, né le 22 octobre 1987, est un footballeur sierraléonais qui évolue au poste de défenseur au JäPS  en Ykkönen.

## Biographie
Après avoir commencé sa carrière dans son pays natal, il quitte son pays pour jouer en Finlande en évoluant avec trois équipes différentes en trois ans.
Après une année en Suède, il revient en Finlande avec le Myllykosken Pallo-47.